# آيت شيتاشن الجبل (تفني)
آيت شيتاشن الجبل هي إحدى مشيخات المملكة المغربية، تتبع جغرافيا لإقليم أزيلال وإداريًا لتفني. يقدر عدد سكانها بـ 2479 نسمة حسب الإحصاء الرسمي للسكان والسكنى لسنة 2004.